# محافظه‌کاری زبانی
در زبان‌شناسی، یک شکل، گونه یا روش محافظه‌کارانه آن است که در طول تاریخ نسبتاً کمی تغییر کرده باشد، یا نسبتاً در برابر تغییر مقاوم باشد. این اصطلاح در مقابل اشکال یا گونه‌های ابتکاری یا پیشرفته است که تغییرات نسبتاً بزرگتر یا جدیدتری را تجربه کرده‌اند. از طرف دیگر، یک زبان باستانی از لحاظ زمانی قدیمی است.
یک گونه زبانی محافظه‌کار گونه‌ای است که نسبت به دیگر گونه‌های هم‌خانواده به گونه کهن‌تری که از آن تکامل یافته‌است نزدیکتر باشد. به عنوان مثال، واژه اسپانیایی caro و واژه فرانسوی cher هر دو از واژه لاتین cārum تکامل یافته اند. واژه اسپانیایی که شباهت بیشتری به نیای مشترک دارد، محافظه‌کارانه‌تر از واژه فرانسوی است.